# Фруктуоз Таррагонский
Фруктуоз (лат. Fructuosus; умер 21 января 259 года) — епископ Таррагонский, священномученик.
Святой Фруктуоз, епископ Таррагоны (Испания), и его диаконы Авгурий и Евлогий были схвачены по приказу презида Эмилиана. На местной арене они были сожжены на костре. Похвальное слово святым было составлено блаженным Августином.

## Память
- День памяти — 21 января, 2 августа.
- В городе Такуарембо находится собор, освящённый в честь святого Фруктуоза.